# Waltham, Minnesota
Waltham är en ort i Mower County i delstaten Minnesota, USA.